# 臺南市立台江文化中心
台江文化中心是臺南市政府文化局所轄的藝文場館，位於中華民國臺南市安南區，佔地約1.6公頃。本中心為全台第一個由下而上、由在地民間團體爭取興建的藝文場館。於2015年12月27日舉行動工典禮，已於2018年11月完工，並於同年12月2日舉辦謝土典禮，於2019年1月展開試營運活動，2019年4月13日盛大開幕。

## 歷史沿革
- 2002年：台灣歷史博物館留在和順寮農場之後，台江文化、教育及海尾朝皇宮等各界鄉親，開始推動台江在地文化運動。
- 2004年：台江在地民眾聯署並向台南市政府提出規劃及興建台江文化中心。
- 2007年：創立台南社區大學台江分校，推動大廟興學及台江文化中心之興建。
- 2008年：台南市政府展開對台江文化中心規畫。
- 2009年4月：恢復舉行台江文化季系列活動。
- 2010年：開始進行一連串設計工程。
- 2015年12月27日：於安吉路一段及安中路二段交叉口公有地，舉辦「台江文化中心」興建工程動土典禮，文化局長葉澤山表示台江文化中心是全國唯一「由下到上」的文化中心；時任台南市長賴清德提到，未來台江文化中心完工以後，將為全國第一座結合「演藝廳、圖書館、社區大學」三合一的文化中心，且保留原地上之三棵老樹，將成為一座兼具綠色環境、教育推廣、藝文展演等文化中心，令人期待[3]。
- 2016年9月9日：副市長吳宗榮視察台江文化中心工程進度[4]。
- 2017年3月30日：時任台南市長賴清德視察台江文化中心施工進度，進度39%，超前進度8%，文化局科長表示，可望在2018年9月完工，台江分校執行長吳茂成表示，現已與文化局討論開館系列活動，請大家拭目以待[5]。
- 2017年10月27日：台南市代理市長李孟諺視察台江文化中心施工進度，進度51.11%，超前進度2.01%，代理市長李孟諺表示對於台江文化中心興建工程取得銀級綠建築候選證書非常難得，也在場請文化局，成立台江文化中心經營發展委員會，與地方緊密合作，開始著手籌備明年開館試營運等各項活動，開館時也會邀請行政院長賴清德回到台南，一起迎接台江文化中心的誕生[6]。
- 2018年12月2日：舉辦「台江文化中心」興建工程謝土典禮。
- 2019年1月4日：台江文化中心圖書館開始試營運。
- 2019年4月13日：台江文化中心慶成開幕典禮。

## 設施介紹
台江文化中心共分為兩棟建築，台江劇場（劇場棟）為地上4層、地下1層之建築，包含一座可容納400至600人的專業級多功能劇場、劇場大廳、展覽空間、專業排練場及戶外表演舞台。教室棟則為地上3層、地下1層之建築，包含2間普通教室、4間特別教室、NGO交流室、行政空間及輕食餐飲空間。台江圖書館將位於地下層包含視聽區、書庫區、行政空間。

## 開放時間
- 劇場棟：配合藝文活動開放
- 終身學習中心：配合台江社區大學課程時間開放
- 圖書館：位於終身學習中心正下方，每週三至週日9時~17時

## 周遭設施
- 安南區公所

## 交通資訊
- 開車：
  - 國道1號：台南系統交流道→國道8號→安吉路三、二、一段→抵達本館
  - 國道3號：新化系統交流道→國道8號→安吉路三、二、一段→抵達本館
- 大台南公車：

| 編號 | 路線                               | 停靠站       |
| ---- | ---------------------------------- | ------------ |
| 7    | 公園北路－臺南車站－台糖安南學苑   | 台江文化中心 |
| 11   | 大成路口－城西里                   | 台江文化中心 |
| 904  | 永康臨時轉運站－鹿耳門天后宮／四草 | 台江文化中心 |

- 臺南市公共自行車租賃系統（YouBike2.0）：
  - 台江文化中心：25柱（安中路二段136號(對側人行道)）

## 相關連結
- 臺南市政府文化局
- 臺南市立臺南文化中心
- 臺南市立新營文化中心

## 外部連結
- 台江文化中心官方網站 （页面存档备份，存于）
- 台江文化中心臉書專頁
- 台江文化中心新建工程臉書專頁 （页面存档备份，存于）